# Michael Martin (fotbollsspelare)
Michael Martin, född 10 juli 2000 i Crailsheim i Baden-Württemberg i Tyskland, är en tysk fotbollsspelare som spelar för FC Emmen i Eerste Divisie, på lån från IK Sirius. 
Martin inledde sin karriär i VfR Aalen. Via spel i lägre divisioner tog sig Martin till SV Ried i österrikiska Bundesliga. Efter en säsong i Ried flyttade Martin till Paderborn i tyska 2. Bundesliga, där han emellertid inte tog en plats utan fick istället spela i klubbens andralag i Regionalliga. Den 5 januari 2024 undertecknade Martin ett femårigt avtal med allsvenska Sirius.